# Tedderfield Airpark

i7
i11
i13
Tedderfield Airpark ist ein Flugplatz am südlichen Rand von Johannesburg in der südafrikanischen Provinz Gauteng.